# Ingrid Guardiola Sánchez
Ingrid Guardiola Sánchez (Girona, 1980) és una realitzadora, productora i assagista cultural catalana. Des d'abril de 2021 és la directora del Bòlit, Centre d'Art Contemporani de Girona.

## Trajectòria
Ingrid Guardiola es va doctorar en Humanitats per la Universitat Pompeu Fabra i des del 2010 és professora associada del grau de Comunicació Cultural (Documental Creatiu, Nous Formats Televisius i Creació Audiovisual) a la Universitat de Girona. Des del 2016 és membre del Comitè Executiu del Consell de Cultura de l'Ajuntament de Barcelona. Les temàtiques sobre les quals treballa és la cultura audiovisual vinculada a la desigualtat, tecnologia, gènere i cultura.
Coordina el MINIPUT (Muestra de Televisión de Calidad) des del 2002. Des del 2001 col·labora amb el Centre de Cultura Contemporània de Barcelona (CCCB) mitjançant Soy Cámara Online, projecte d'assaig audiovisual que des del 2010 fins al 2015 va emetre's a La2 de TVE i que ara s'emet a Youtube i a Betevé amb el títol de Pantalles CCCB. Ha participat en iniciatives diverses, entre les quals cal destacar: TVLata i el Canal Cultural de TVE. És una de les promotores de www.pioneresdelcinema.cat, un projecte que investiga sobre les professionals del cinema.
Al llarg dels darrers anys, ha impartit conferències i cursos a diferents centres: al CCCB, al MACBA, CaixaForum, al Centre Cultural La Mercè de Girona, al Museu del Cinema de Girona, al Bizbak de Bilbao i al Festival REC de Tarragona.
També ha publicat articles a diferents diaris com a La Vanguardia i a Público, a més d'articles a l'Editorial Gedisa, Edicions 62, Quaderns del CAC, L'Avenç, Venuspluton.com i Blogs&Docs, etc.
Ha treballat en diversos festivals de cinema com el Festival Internacional de Cinema Fantàstic de Sitges. Forma part del Consell de la Cultura de Barcelona.
L'any 2017 estrena el seu primer llargmetratge, Casa de ningú, un docu-assaig on es reflexiona sobre la memòria, la productivitat i el treball prenent com a referència dues comunitats envellides, una residència de gent gran a un barri de Barcelona i una antiga colònia minera a Lleó. El film va formar part del Festival Internacional de cine de Gijón, del Festival Internacional de Cine de Guadalajara a Mèxic i del D'A Film Festival Barcelona, entre d'altres.
El 2018 va publicar L'ull i la navalla, un assaig sobre el món com a interfície, en què reflexiona sobre com la dinàmica contemporània de la hiperconnexió digital permanent, ha diluït el món públic i el món privat, i la relació entre tecnologia i treball. Guardiola, ensems, qüestiona "la idea que el futur de l'economia hagi de passar inevitablement per la innovació tecnològica i els seu derivats".
El 2020 va publicar Fils, que inclou el diàleg epistolar amb Marta Segarra entre el setembre de 2019 i el maig de 2020. L'abril de 2021 va guanyar el concurs per dirigir el Bòlit de Girona durant quatre anys, progorable dos anys més.

## Obra publicada
- 2018: L'ull i la navalla (Arcàdia)[10]

## Premis
- 2019 - Premi Crítica Serra d'or d'assaig per L'ull i la navalla